# Наришкін Дмитро Васильович
Дмитро Наришкін (вересень 1792 — 20 грудня 1831) — військовий і чиновник з роду Наришкіних, дійсний статський радник, цивільний губернатор Таврійської губернії.

## Біографія
Молодший син генерал-майора Василя Наришкіна (1740—1800) від шлюбу з Ганною Воронцовою (1750—1807), старшою дочкою графа І. Воронцова, онукою кабінет-міністра Волинського Народився Москві і отримав домашнє виховання.
З 1810 служив підпрапорником у лейб-гвардії Семенівському полку. З 1812 року був ад'ютантом при генерал-лейтенанті Н. Раєвському. Брав участь у Французько-російській війні 1812 року, включаючи Бородинську битву. За відзнаки у битвах нагороджений орденами св. Анни 3-го ступеня та св. Володимира 4-го ступеня із бантом. У 1813 році зроблений підпоручиками, з 1814 року поручик, з 1815 року штабс-капітан. Надалі служив у Новоінгерманландському полку.

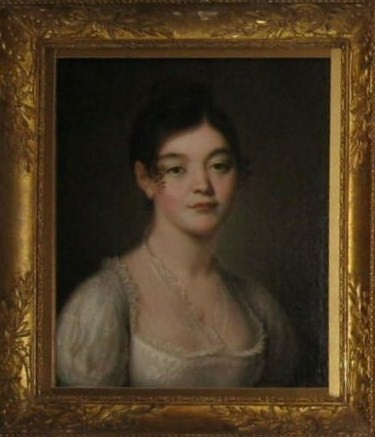
Наталія Федорівна

У 1823 році за станом здоров'я звільнений від військової служби у чині полковника. Наришкін страждав від наслідків численних поранень і потребував м'якого клімату. Його троюрідний брат генерал-губернатор Новоросії граф М. Воронцов, при якому Наришкін був ад'ютантом, виклопотав йому місце губернатора Таврії.
Обіймав цю посаду з 16 жовтня 1823 року по 17 квітня 1829 року. Впавши в божевілля, Наришкін був замінений О. Казначєєвим. За словами П. Вігеля, він був « надзвичайно добрий малий, добродушний, простий у зверненні, і мав у собі більш військового, ніж палацового».
Володар маєтків у Криму, у Володимирській, Тверській, Ярославській та Тамбовській губерніях. Помер 20 грудня 1831 року в Сімферополі від епілепсії, похований там же на Старому цвинтарі.

## Сім'я
|                                 |  |  |
| Федір і Тетяна Наришкіни (1858) |  |  |

Дружина (з липня 1819 року) — Наталія Ростопчина (1797—1866), старша дочка генерала від інфантерії графа Ф. Ростопчина. Їхнє вінчання було в Парижі одночасно з вінчанням її сестри Софії з графом де Сегюром. Після одруження Наталія жила в основному в Криму, в Сімеїзі. Пізніше для освіти дітей переїхала до Петербурга. За відгуками сучасників, була розумною, люб'язною та освіченою жінкою; поглибленої у вивчення мов та літератури Франції та Англії, була миловидна, хоч і не красунею. Завдяки її заступництву художник Айвазовський був зарахований до Академії мистецтв. Залишила записки про перебування сім'ї Ростопчіних 1812 року в Ярославлі, які були видані її онукою 1912 року. Похована поряд із батьком на П'ятницькому цвинтарі у Москві.

### Діти
- Федір (21.04.1820[4] -1870), був одружений (з 3 вересня 1848)[5] на фрейліні князівні Тетяні Долгоруковій (1824—1893), дочці обер-гофмаршала Н. Долгорукова. Вона хворіла на нервовий розлад і перебувала на лікуванні у доктора Роллера в Ілленау поблизу Бадена. Їхня єдина дочка, Наталія (1852—1923) була одружена з Ф. Опочініним. Помер від інфаркту у Дрездені.
- Анатолій (1829—1883), камергер, одружений з княжною Єлизаветою Куракіною (1838—1928), статс-дамі та обер-гофмейстерині імператриці Олександри Федорівни, кавалерственній дамі; у них син Кирило.
- Михайло, помер у віці 18 місяців, похований на П'ятницькому цвинтарі у Москві.

## Нагороди
- Орден Святої Анни 3-го ступеня (знак на шпагу; після реформи ордену у 1815 році відповідає 4-му ступеню)[6]
- Орден Святого Володимира 4-го ступеня з бантом[7]
- Орден Святої Анни 2-го ступеня з алмазами
- Орден Святої Анни 1-го ступеня (3 травня 1826)[8]
- срібна медаль «На згадку Вітчизняної війни 1812 року»
- Орден Святого Людовіка кавалерський хрест (Французьке королівство)
- Орден «Pour le Mérite» (13-18 жовтня 1814)[9] (Королівство Пруссія)
- Орден Меча Лицарський хрест (RSO) (після реформи ордену у 1889 році відповідає лицарському хресту 1-го класу (RSO1kl)) (Королівство Швеція)